# Puerto de Tornavacas
Puerto de Tornavacas är ett bergspass i Spanien.   Det ligger i provinsen Provincia de Ávila och regionen Kastilien och Leon, i den centrala delen av landet, 160 km väster om huvudstaden Madrid. Puerto de Tornavacas ligger 1 533 meter över havet.
Terrängen runt Puerto de Tornavacas är kuperad åt sydost, men åt nordväst är den bergig. Terrängen runt Puerto de Tornavacas sluttar norrut. Runt Puerto de Tornavacas är det mycket glesbefolkat, med 4 invånare per kvadratkilometer. Närmaste större samhälle är Béjar, 18,2 km nordväst om Puerto de Tornavacas. 